# Lom, Mežica
Lom je naselje v Občini Mežica.